# Стефан Тор Тортарсон
Сте́фан Тор То́ртарсон (исл. Stefán Thór Þórðarson; 27 марта 1975, Акранес) — исландский футболист, игрок национальной сборной.

## Клубы
Стефан Тор Тортарсон родился и вырос в Акранесе. Свою футбольную карьеру начал в местном одноимённом клубе, с которым связаны все основные достижения Тортарсона. За свою карьеру также играл в футбольных лигах Швеции, Норвегии, Германии, Англии и Швейцарии.

## Сборная
Тортарсон провёл 8 матчей за молодёжную сборную Исландии, в которых трижды поразил ворота соперников. 6 июня 1998 года дебютировал за взрослую сборную в матче против ЮАР. Всего за сборные Исландии в различных возрастных категориях сыграл 24 матча и забил 6 голов.

## Достижения
- Чемпион Исландии (3): 1994, 1995, 1996
- Победитель Кубка Исландии (2): 1996, 2003
- Победитель Суперкубка Исландии 2003 года
- Победитель Кубка Лихтенштейна 2009 года